# Opatija Saint-Étienne, Caen
Opatija svetega Štefana (francosko abbaye Saint-Étienne de Caen, znana tudi kot Abbaye aux Hommes ('Moška opatija'), je nekdanji benediktinski samostan v francoskem mestu Caen, Spodnja Normandija, katerega samostanska cerkev je posvečena sv. Štefanu. Ustanovljena in zgrajena je bila leta 1063  po naročilu  Viljema Osvajalca in je ena najpomembnejših romanskih stavb v Normandiji.

## Viljem Osvajalec
Sočasna ustanovitev samostana Saint-Étienne na zahodu caenskega gradu in opatije Sainte-Trinité na vzhodu se zdi, da je neposredna posledica procesa sprave Viljema, vojvode Normandijskega (kmalu po tem, ko je postal Viljem I., angleški kralj) in papeža Leona IX., ki se je sprl s papežem, ko se je poročil s svojo sestrično Matildo Flandrijsko po 1049, kljub Leonovi prepovedi. Lanfranc iz Pavie, prior opatije Bec, ki je sam sprva izrazil zaskrbljenost v zvezi z zakonsko zvezo, je deloval v imenu Viljema in mu zagotovil Leonovo odpuščanje. Za uspešno posredovanje je Lanfranc postal opat Saint-Étienne.
Viljemova žena Matilda je umrla leta 1083 in je bila pokopan v Abbaye aux Dames. Po svoji smrti leta 1087 v Rouenu, je bilo truplo kralja Viljema poslano Caen in na njegovo željo pokopano v Saint-Étienne. Pogreb, ki so se ga udeležili škofje in opati Normandije, kot tudi njegov sin Henrik, je bil moten zaradi trditve državljana Caena češ, da je bila njegova družina nezakonit lastnik zemljišča, na katerem je bila zgrajena cerkev. Po naglih posvetovanjih se je trditev izkazala za resnično in tožnik je dobil nadomestilo. Ker je bila krsta prevelika za grobni prostor, so bili prisiljeni truplo položiti v grob brez krste in po cerkvi se je širil ogaben vonj. 
Viljemova grobnica je bila večkrat motena; prvič leta 1522, ko je bil grob odprt po naročilu  papeža. Nedotaknjeno telo je bilo vrnjeno v grob. Leta 1562, v času francoske verske vojne, je bil grob ponovno odprt in prvotni nagrobnik iz črnega marmorja, ki je bil podoben Matildinemu v Abbaye aux Dames, je bil pri tem uničen. Viljemove kosti so bile razpršene in izgubljene, z izjemo ene stegnenice. Ta edina relikvija je bila ponovno pokopana leta 1642 z novim nagrobnikom, ki so ga 100 let kasneje nadomestil z bolj izpopolnjenim spomenikom. Ta grob je bil spet uničena v času francoske revolucije, vendar pa je bil na koncu nadomeščen s sedanjim nagrobnikom iz 19. stoletja v belem marmorju. 

## Arhitektura
Samostan je bil zgrajen iz caenskega kamna. (Caenski kamen ali Pierre de Caen, je svetlo kremno rumen jurski apnenec pridobljen na severozahodu Francije v bližini mesta Caen.) Gradnja se je začela leta 1066. Več desetletij v 11. stoletju sta ga uporabljali obe konkurenčni opatiji Saint-Étienne in sestrska stavba Sainte-Trinité.
Pomemben element v obeh cerkvah je bil dodan približno leta 1120, to je rebrasti obok, ki je bil prvič uporabljen v Franciji. Obe samostanski cerkvi veljata za predhodnike gotike. Prvotna romanska apsida je bila zamenjana leta 1166 z zgodnje gotsko, skupaj z oknom rozeto in razpornimi oporniki. Devet stolpov in fiale so bili dodani v 13. stoletju. Notranjost obokanja kaže postopno napredovanje, začenši z zgodnjimi šestpolnimi oboki (s pomočjo krožnih reber) v ladji in štiripolne oboke (s pomočjo koničastih reber) v svetišču.

## Poznejša zgodovina
Posledica verskih vojn je bila porušitev visokega stolpa z lanterno sredi cerkve, ki ni bil nikoli obnovljen.
Benediktinski samostan je bil ukinjen v času francoske revolucije in samostanska cerkev je postala župnijska cerkev.
Od 1804-1961 je bila v opatijske stavbe nastanjena prestižna srednja šola Lycée Malherbe. V času izkrcanja vojske v Normandiji v drugi svetovni vojni, so prebivalci Caena v cerkvi našli zatočišče; na strehi je bil naslikan rdeči križ, ki naj bi kazal, da je to bila bolnišnica (da bi se izognili bombnih napadov).